# Nematostella vectensis
L'anemone estrelleta de mar (Nematostella vectensis) és una espècie d'antozou actiniari de la família Edwardsiidae nativa de la costa est dels Estats Units introduïda també al sud-est del litoral d'Anglaterra i a la costa oest dels Estats Units.
 Aquesta anemone té una columna contràctil per tal de poder enterrar-se al fang del fons. A dalt de la columna té un disc oral amb la boca i dos anells de tentacles.
El genoma de N. vectensis s'ha seqüenciat completament i ha revelat el repertori genètic ancestral dels eumetazous.